# Onthophagus impressicollis
Onthophagus impressicollis är en skalbaggsart som beskrevs av Karl Henrik Boheman 1860. Onthophagus impressicollis ingår i släktet Onthophagus och familjen bladhorningar. Inga underarter finns listade i Catalogue of Life.